# Pardosa cubana
Pardosa cubana là một loài nhện trong họ Lycosidae.
Loài này thuộc chi Pardosa. Pardosa cubana được Elizabeth Bangs Bryant miêu tả năm 1940.